# 湘潭电机
湘潭电机股份有限公司，简称湘电股份（上交所：600416），英文缩写XEMC，是一家位于湖南省湘潭市下摄司，于1999年以湘潭电机集团有限公司（现已更名为湘电集团有限公司）为主体，联合六家单位发起设立的大型的综合性电器制造企业，注册资本19500万元；2002年在上海证券交易所上市。
公司设有科技部海上风力发电技术与检测国家重点实验室，主要生产和销售发电机、交直流电动机、矿用电机车、电动轮自卸车、工矿配件、电气成套设备、变压器、互感器等，代表性产品包括中国首台220吨及300吨电动轮自卸车、中国首台5兆瓦永磁直驱海上风力发电机等。

## 发展历程
公司的身是创建于1936年的国民政府资源委员会中央电工器材厂，第一任总经理恽震。
1945年与美国西屋电气公司合作，进行汽轮发电机等电工产品的生产与相关技术人员的培训。
1948年7月1日改称湘潭电机厂，并于1949年由中华人民共和国政府接管。
1953年更名为第一机械工业部湘潭电机厂，并在1958年生产出中国第一台电力机车。
1997年3月改制为湘潭电机集团有限公司，随后2007年更名为湘电集团有限公司，旗下有湘电风能有限公司等子公司。
2003年与东洋电机制造株式会社合资组建湖南湘电东洋电气有限公司（2021年8月24日自行注销），为北京地铁和成都地铁提供轨道交通电传动设备。
2009年，湘电风能收购荷兰达尔文公司，成立了欧洲湘电达尔文有限公司（XEMC Darwind BV）。
2010年与铁姆肯合资组建铁姆肯湘电（湖南）轴承有限公司，并与美国雷腾合资组建湘电雷腾电气有限公司，研究、开发和制造电控、电动车的整车及零部件。
2015年与中國通號共同设立通号轨道车辆，在长沙建厂制造有轨电车车辆。

## 主营产品目录

### 城市轨道交通用交流牵引电动机
- YQ-180 系列：180 kW，用于北京地铁
- YQ-190 系列：190 kW，用于成都地铁、杭州地铁、广州地铁、长沙轨道交通、武汉轨道交通等
- YQ-200 系列：200 kW，用于深圳地铁
- YQ-230 系列：230 kW，用于杭州地铁